# 돈 머레이
돈 머레이(영어: Don Murray 돈 머리[*], 영어 발음: /ˈmə:ri/, 본명: 도널드 패트릭 머리/Donald Patrick Murray, 1929년 7월 31일~2024년 2월 2일)는 매릴린 먼로와 함께한 1956년 영화 《버스 정류장》에서 연기한 것으로 알려진 미국의 배우이다. 이 영화로 인해 아카데미 남우조연상 후보에 올랐다. 머리의 다른 극 영화로는 빗물 가득, 혹성탈출: 노예들의 반란, 페기 수 결혼하다 등이 있다.

## 참여 작품
- 버스 정류장
- 총각 파티
- 빗물 가득
- 혹성탈출: 노예들의 반란
- 끝없는 사랑
- 페기 수 결혼하다
- 메이드 인 헤븐
- 귀신은 사랑 못해